# Enguerrand de Monstrelet

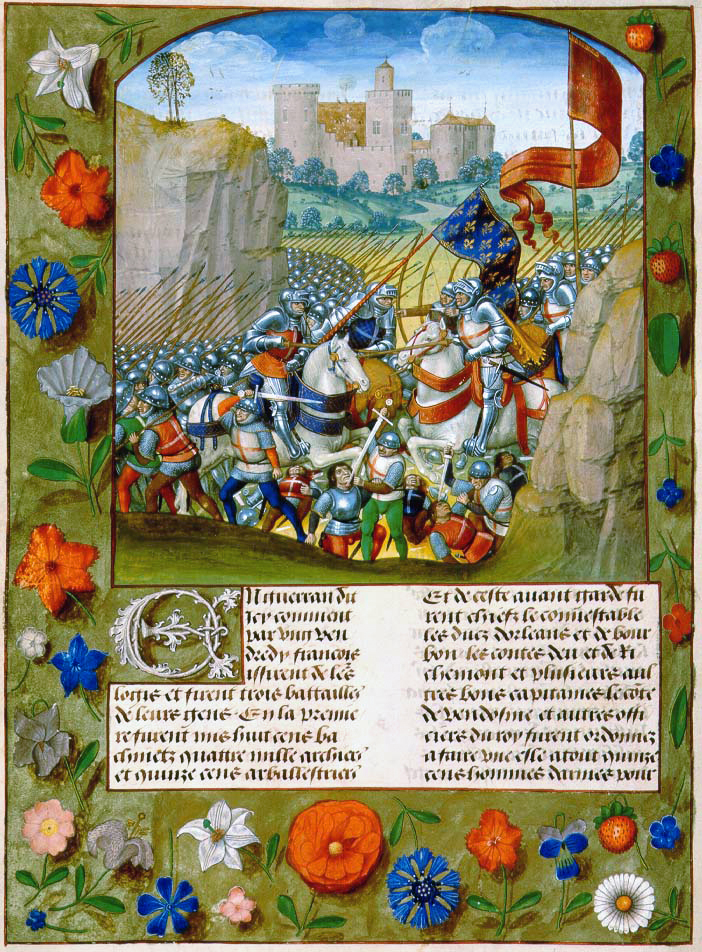
Ilustración de la Batalla de Azincourt en la Chronique de France, de Enguerrand de Monstrelet; miniatura del Maestro de los Libros de Oración de 1500.

Enguerrand de Monstrelet  (c. 1400 –  20 de julio de 1453) fue un cronista francés. Nació en Picardía, probablemente en una familia de la pequeña nobleza.
En 1436 y posteriormente, ocupó el cargo de teniente de gavenier (recaudador de la gave, un tributo eclesiástico) en Cambrai, ciudad que debió ser su residencia habitual. Fue durante algún tiempo oficial de justicia del cabildo de la catedral y después reitor de Cambrai. Estaba casado y tuvo varios hijos. Poco más se sabe de él, excepto que estuvo presente en el interrogatorio, posterior a la captura de Juana de Arco, con el duque Felipe III de Borgoña "el Bueno". Dando continuidad al trabajo del cronista Jean Froissart, Monstrelet escribió una Crónica (Chronique), que se extiende a dos libros y abarca el período entre 1400 y 1444, cuando, de acuerdo con otro cronista, Mathieu d'Escouchy, dejó de escribir. Esta costumbre, común en la Edad Media, se extendió hasta 1516, enlazando el trabajo de sucesivos cronistas en un texto continuado.
Los escritos propios de Monstrelet, que tratan la última parte da Guerra de los Cien Años, son valiosos porque cuentan con un gran número de documentos verídicos, y relató discursos que son probablemente auténticos. El autor muestra poco poder de narración; su trabajo, a pesar de claro, está fuertemente teñido del pedantismo de su siglo, el más pedante en la historia francesa. Sus afirmaciones un tanto ostensivas de imparcialidad, no disfrazan su preferencia marcada por los borgoñones en las luchas con Francia.
Entre las muchas ediciones de la Chronique puede mencionarse la editada por la Société de l'histoire de France de M. Douet d'Arcq (París, 1857-1862), no demasiado buena; y la de Auguste Molinier, Les Sources de l'histoire de France, volúmenes IV y V (París, 1904).